# Johnny Knoxville
Phillip John Clapp (Knoxville, 11 maart 1971), beter bekend als Johnny Knoxville, is een Amerikaans acteur, bekend van het MTV-televisieprogramma Jackass. Knoxville speelde verder in films als The Dukes of Hazzard, Daltry Calhoun en The Ringer.

## Biografie
Knoxville verhuisde nadat hij opgroeide in Knoxville naar Californië, met als plan om daar acteur te worden. Eerst verscheen hij in reclames. Ook ging hij schrijven voor tijdschriften.
Knoxville schreef voor diverse tijdschriften artikelen waarvoor hij zelfverdedigingsspullen eerst op zichzelf uittestte. Jeff Tremaine, die zelf het tijdschrift Big Brother uitgaf, stelde voor om die tests te filmen. De samenwerking met Knoxville verliep goed, en hij werd een vaste medewerker van Big Brother, samen met onder anderen Steve-O, Chris Pontius en Dave England.
Ondertussen maakte Bam Margera skatevideo's. Knoxville en Tremaine verzonnen een televisieprogramma waarin video's van Bam Margera gecombineerd zouden worden met Big Brother-filmpjes. Tremaine kreeg hulp van zijn vriend Spike Jonze om een televisieomroep te vinden die het programma zou willen uitzenden. MTV werd de gelukkige, en Jackass was geboren. Het programma Jackass werd een groot succes. Tijdens een speciale aflevering deden Knoxville, Steve-O, Chris Pontius, Jeff Tremaine, cameramannen Dimitry Elyashkevich en Greg "Guch" Iguchi, en producent Trip Talyor mee aan de Gumball 3000. Na het eindigen van de serie werden er nog vier Jackass-films gemaakt.
Voordat Jackass werd uitgezonden, kreeg Knoxville een contract aangeboden om wekelijks wat stunts te doen voor het televisieprogramma Saturday Night Live. Hij weigerde echter. De reden daarvan is niet bekend, maar het is waarschijnlijk dat hij daar geen zin in had.
Knoxville heeft een dochter (geboren in 1996), die voortkwam uit zijn dertien jaar durende huwelijk met zijn inmiddels ex-vrouw Melanie Lynn Cates. Hij was van 2010 tot 2022 getrouwd met Naomi Nelson, met wie hij een zoon (geboren in 2009) en een dochter (geboren in 2011) heeft. 
Knoxville is de neef van zanger en tekstschrijver Roger Alan Wade.

## Filmografie
- Desert Blues (1995) - Bob
- Coyote Ugly (2000)
- Life Without Dick (2001) - Dick Rasmusson
- Big Trouble (2002) - Eddie Leadbetter
- Deuces Wild (2002) - Vinnie Fish
- Men in Black II (2002) - Scrad/Charlie
- Jackass: The Movie (2002) - (zichzelf)
- Grand Theft Parsons (2003) - Phil Kaufman
- Walking Tall (2004) - Ray Templeton
- A Dirty Shame (2004) - Ray Ray Perkins
- Lords of Dogtown (2005) - Topper Burks
- The Dukes of Hazzard (2005) - Luke Duke
- Daltry Calhoun (2005) - Daltry Calhoun
- The Ringer (2005) - Steve Barker
- Jackass: Number Two (2006) - (zichzelf)
- Killshot (2006)
- Hawaiian Dick (2006)
- Jackass 2.5 (2007) - (zichzelf)
- Jackass 3D (2010) - (zichzelf)
- Jackass 3.5 (2011) - (zichzelf)
- The Last Stand - Lewis Dinkum
- Jackass Presents: Bad Grandpa (2013) - Irving Zisman
- Movie 43 (2013) - Pete
- Teenage Mutant Ninja Turtles (2014) - stem van Leonardo
- Skiptrace (2016) - Connor Watts
- Action Point (2018) - D.C.
- Polar (2019) - Michael Green
- Jackass Forever (2022) - (zichzelf)
- Jackass 4.5 (2022) - (zichzelf)

- Bibsys: 3093549
- Biblioteca Nacional de España: XX1286138
- Bibliothèque nationale de France: cb14194117q (data)
- Gemeinsame Normdatei: 140980504
- International Standard Name Identifier: 0000 0001 1476 3787
- Library of Congress Control Number: no2003071753
- MusicBrainz: 63c4728e-ce24-4764-9587-07d9e2300554
- Nationale Bibliotheek van Tsjechië: pna2007403583
- Nationale bibliotheek van Australië: 40010435
- Nationale Bibliotheek van Polen: a0000002042359
- Nederlandse Thesaurus van Auteursnamen: 250561654
- Système universitaire de documentation: 234209801
- Trove: 1441707
- Virtual International Authority File: 85123284
- WorldCat: E39PBJqk7XTc6mMmmW97mJMF8C